# Аргунов, Николай Иванович
Никола́й Ива́нович Аргуно́в (1771, Санкт-Петербург — после 1829, Москва) — русский живописец, сын и ученик Ивана Аргунова; малый портретист русского классицизма рубежа XVIII–XIX веков, ассоциируемый с окружением С. С. Щукина. Академик Императорской Академии художеств (с 1818).

## Биография
Начало славы династии Аргуновых положил отец Иван Аргунов, у которого учились многие будущие известные художники, в том числе Лосенко и недолгое время — Левицкий. Сын Ивана Аргунова, Яков, тоже был художником, его брат Павел — архитектором, пойдя по стопам своего дяди, популярного зодчего Фёдора Семеновича Аргунова. Третий сын — Николай тоже продолжил дело своего отца.
Николай Аргунов родился в городе Москве в 1771 году. В начале 1809 года умер его владелец Н. П. Шереметев, опекуны малолетнего наследника отпустили всех его дворовых, музыкантов и художников «для снискания себе пропитания своими рукам». Хотя формальную вольную Hиколай Аргунов получил лишь 7 лет спустя, в 1816 году, с него все эти годы не требовали даже оброка, и он был свободен в выборе заказчика — разумеется, настолько, насколько может быть свободен портретист, зарабатывающий своим ремеслом на жизнь. В 1816 году освобожденный от крепостной зависимости художник был признан назначенным в академики Академии художеств, а в 1818 году избран академиком.

## Известные работы
- «Портрет смеющегося старика (Крестьянин в коричневом армяке)»(1788)
- «Портрет Т. В. Шлыковой-Гранатовой» (1789)
- «Портрет Н. А. Грибовской» (1795)
- «Портрет Шереметева Н. П.» (1798)
- «Портрет неизвестного» (1801)- портрет Реметьева Я. П., внебрачного сына графа Шереметева Н. П.
- «Портрет поэта Державина Г. Р.» — начало 1800-х гг.
- «Портрет П. И. Ковалёвой-Жемчуговой» (1801—1802)
- «Портрет графини П. И. Шереметевой в полосатом халате» (1803)
- «Портрет Дмитриева-Мамонова А. М.» (1812)
- «Портрет Бантыш-Каменского Н. Н.» (1813)
- «Портрет братьев Варгиных И. В. и Г. В.» (1814)
- «Портрет С. И. Вишняковой» (1821)

## Музеи
- Третьяковская галерея
- Государственный Русский музей
- Государственный исторический музей
- Музей-усадьба Кусково в Москве